# Piasecznik Mały
Piasecznik Mały (niem. Klein Petznik See) – śródleśne jezioro w Polsce, położone na Wzgórzach Bukowych, w otulinie Puszczy Bukowej (gmina Stare Czarnowo, powiat gryfiński, województwo zachodniopomorskie).
Powierzchnia akwenu wynosi 2,56 ha. Znajduje się na północny wschód od Binowa oraz Jeziora Piasecznik Duży. Na wschód od Piasecznika Małego położone jest Jezioro Plebanka. Akwen leży w dolinie rozdzielającej Glapi Garb na północy od Piasecznej Góry na południu. Ma owalny kształt z szerokim krótkim półwyspem wcinającym się od południa, linia brzegowa jest słabo rozwinięta. 
W pobliżu szlaki turystyczne:  Szlak Nadodrzański i  Szlak PTTK „Wiercipięty”.